# 肉食亞目
肉食亞目（學名：Adephaga）是昆蟲綱鞘翅目的一個亞目。
肉食亞目的特色是第一可見腹節之腹板多為後足基節窩所分開，後翅近中部處具1或2橫脈（通常為m-cu橫脈形成oblong cell），前胸多具側板縫，後足轉節膨大，指向中線，腿節基部靠近基節，觸角似念珠狀，如步行蟲科、龍蝨科、虎甲蟲科等。

## 分類

### 傳統分類
根據布鲁斯的昆虫分类表，肉食亞目包括下列各個總科與科：
- 步行蟲總科／步甲總科 
  - 虎甲蟲科／虎甲科 
  - 步行蟲科／步甲科 
  - 兩棲龍蝨科／兩栖甲科 
  - 水步行蟲科／水甲科 
  - 小頭水蟲科／沼梭科
- 龍蝨總科Dytiscoidea
  - 龍蝨科
- 豉甲總科 
  - 豉蟲科／豉甲科
- 條脊甲總科 
  - 背條蟲科／條脊甲科  [1]
  - 短跗蟲科

後來豉甲總科及原來條脊甲總科的短跗蟲科被併入步甲總科，短跗蟲科被併入了鰹櫛蟲總科（Dermestoidea）。現時本亞目之下只有步甲總科一個總科。

### 親緣支序學
肉食亞目物種於二叠纪後期與牠們的姊妹群分離，牠們的共同祖先最早可能於三叠纪初期，即2.4億年前出現。
由於本分類很明顯的出現兩大群組（陸棲肉食亞目 ge- vs 水棲肉食亞目 hydr-），其单系性備受質疑。